# Тернопільська загальноосвітня школа-медичний ліцей № 15
Тернопільський навчально-виховний комплекс «Загальноосвітня школа І-ІІІ ступенів-медичний ліцей № 15» — середній освітній комунальний навчальний заклад Тернопільської міської ради в м. Тернополі Тернопільської області.

## Історія
Школа заснована 1971 року. На той час у школі було 22 класи, в яких навчалося 632 учні, працювало 48 педагогів. Перший випуск відбувся у 1973 році.
У 2013 році створений навчально-виховний комплекс. Навчально-виховний процес здійснюється на базі НВК та Тернопільського державного медичного університету імені I. Я. Горбачевського.

## Сучасність
У 24 класах школи навчається 597 учнів.
У школі діє екологічний й біолого-хімічний  напрям.

## Педагогічний колектив
Директори
- Роман Абрамович Бабад — 1971 — грудень 1981,
- Михайло Васильович Скибньовський — грудень 1981 — серпень 1983,
- Лев Іванович Цепенюк — серпень 1983 — 2004,
- Тетяна Степанівна Солтис — липень 2004 - серпень 2024

## Відомі випускники
- Тарас Пастух (нар. 1978) — український громадський діяч та політик, народний депутат України VIII скликання.
- Петро Лихацький (нар. 1979) — український вчений—біохімік, доктор біологічних наук, професор, декан медичного факультету Тернопільського національного медичного університету імені І. Я. Горбачевського.